# Союз немецких девушек
Сою́з неме́цких де́вушек (нем. Bund Deutscher Mädel, BDM или BdM) — женская молодёжная организация в нацистской Германии, молодёжное и детское женское движение в составе гитлерюгенда, куда входили немецкие девушки в возрасте от 14 до 18 лет. Девочек в возрасте от 10 до 14 лет объединял Союз девочек.
В 1936 году на законодательном уровне для девушек Германии было установлено обязательное членство в Союзе немецких девушек. Исключение составляли девушки еврейской национальности и другие исключённые по «расовым обстоятельствам». К 1944 году Союз немецких девушек являлся самой крупной женской молодёжной организацией мира, в его составе насчитывалось 4,5 млн человек.

## История

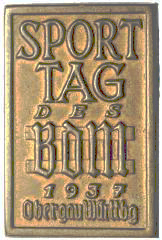
Памятный значок Дня спорта «BDM». 1937

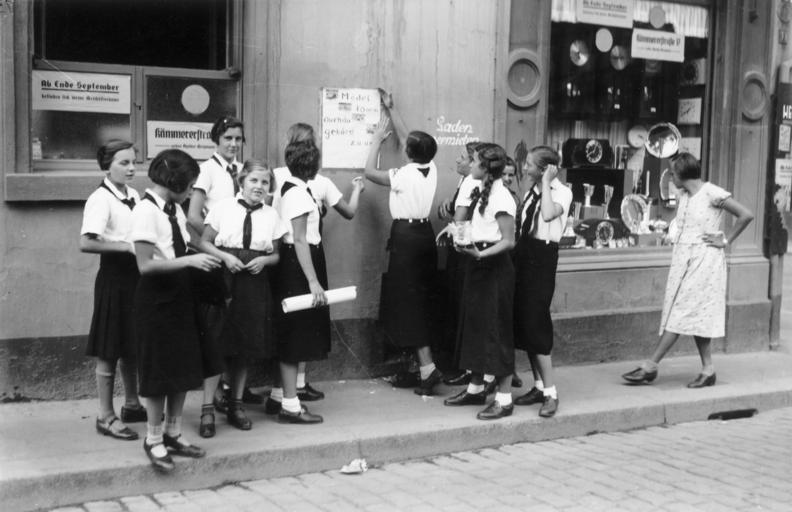
Немецкие девушки прикрепляют агитационный плакат BdM на стену жилого дома в Вормсе. 1933

Первые немногочисленные организации девушек под эгидой НСДАП возникли ещё в 1923 году и назывались «сёстрами гитлерюгенда». Их объединение в союз произошло лишь в 1930 году. В 1931 году состав Союза немецких девушек увеличился до 1711 человек, и в этом же году Союз, которым руководила Элизабет Грайфф-Вальден, вошёл в состав гитлерюгенд. Процесс образования местных отделений «BDM», как и Национал-социалистического союза школьниц (нем. Nationalsozialistischer Schülerinnenbund, NSS) и групп девочек под крылом женской организации в рамках НСДАП (нем. NS-Frauenschaft, NSF), приходится на 1930-31 годы.
Сразу после своего назначения имперским лидером молодёжи 17 июня 1933 года Бальдур фон Ширах принял постановление о роспуске либо запрете конкурирующих молодёжных объединений. Чтобы избежать вмешательства национал-социалистов, некоторые молодёжные группы пошли на самороспуск. Оставшиеся молодёжные объединения в принудительном порядке перешли в подчинение гитлерюгенд и Союза немецких девушек, что обусловило значительный рост состава этих организаций. В соответствии с Законом «О гитлерюгенд» от 1 декабря 1936 года все юноши и девушки Германского рейха были обязаны состоять в рядах соответственно гитлерюгенда и Союза немецких девушек.
С 1934 по 1937 гг. Союз возглавляла Труде Мор, а с 1937 по 1945 Ютта Рюдигер. Рюдигер совместно с фон Ширахом противодействовали усилиям главы Национал-социалистической женской организации Гертруд Шольц-Клинк, которая пыталась получить контроль над Союзом.

## Национал-социалистический идеал женщины

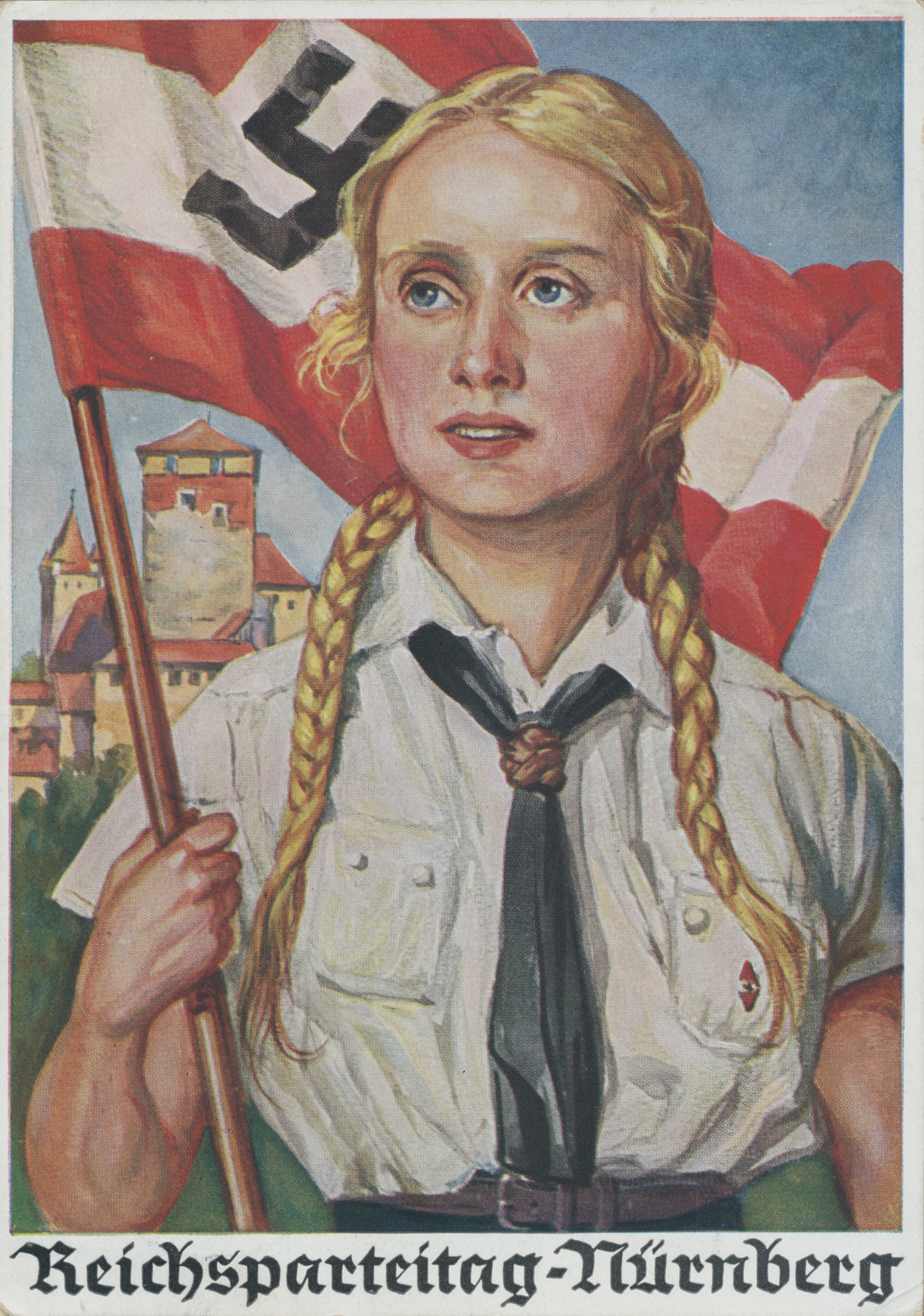
Пропагандистская открытка съезда НСДАП. 1936

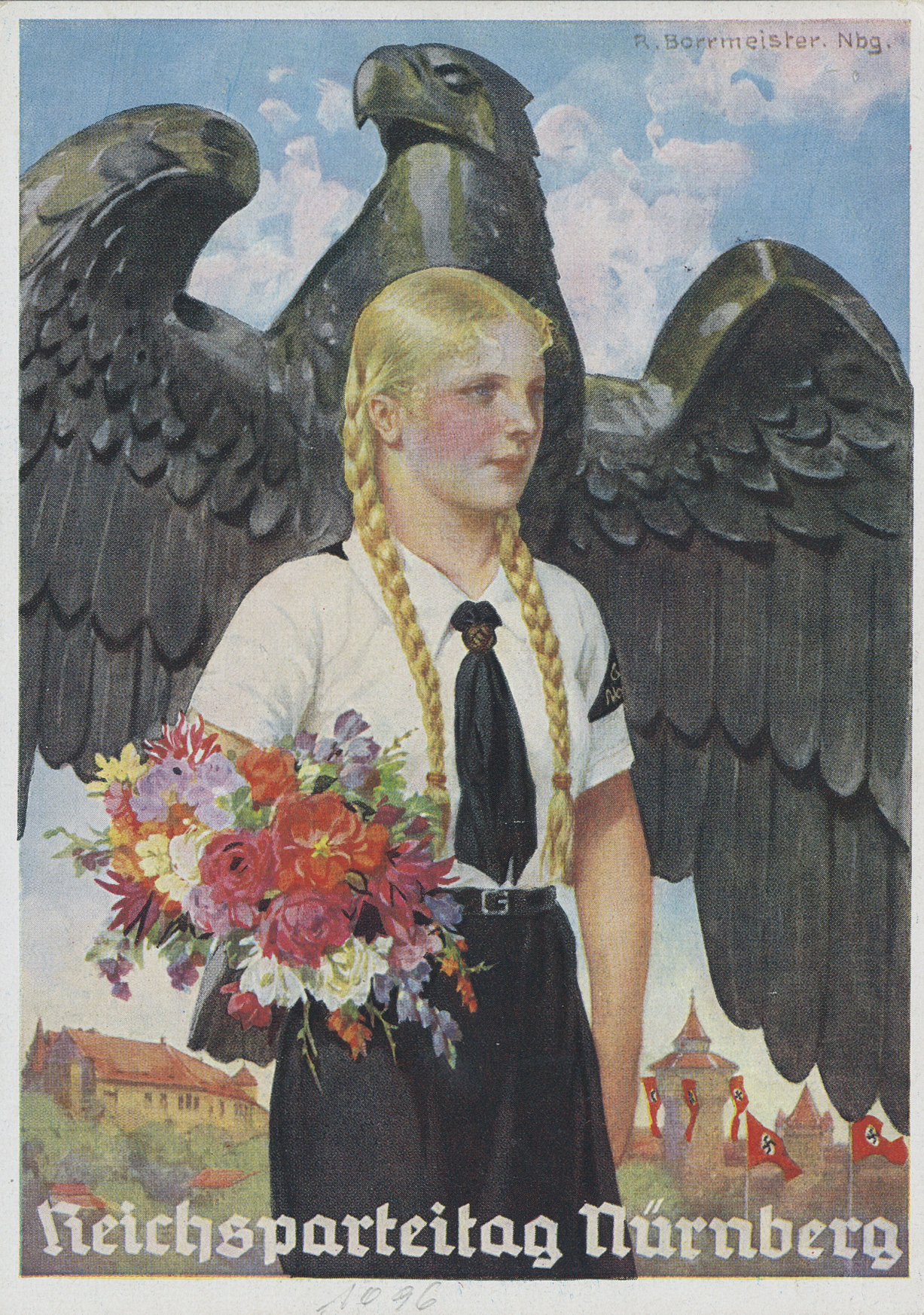
Пропагандистская открытка съезда НСДАП. 1937

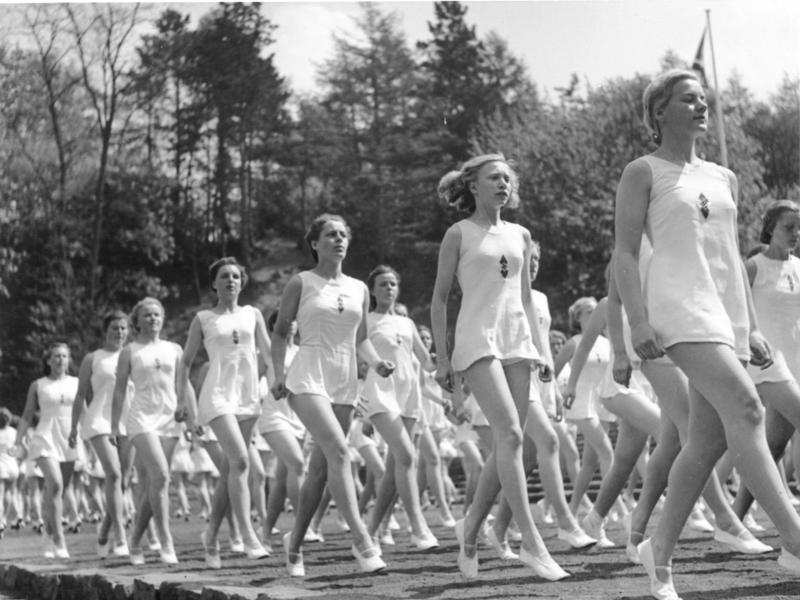
Гимнастки из Союза немецких девушек. 1941

В соответствии с национал-социалистической идеологией, Союз немецких девушек ставил своей задачей воспитание сильных и смелых женщин, которые станут товарищами политическим солдатам рейха (воспитываемым в Гитлерюгенде) и, став жёнами и матерями, организовав свою семейную жизнь в соответствии с национал-социалистическим мировоззрением, будут растить гордое и закалённое поколение. Немецкие женщины знают о нуждах и чаяниях немецкого народа и работают в этом направлении, а не ведут дебаты в парламентах. Образцовая немецкая женщина дополняет немецкого мужчину. Их единение означает расовое возрождение народа. Союз немецких девушек прививал расовое сознание: настоящая немецкая девушка должна быть хранительницей чистоты крови и народа и воспитывать его сыновей героями.
В официальном печатном органе «BdM» «Девушка на службе» (нем. «Mädel im Dienst») печатались репортажи о девочках в возрасте 10-14 лет, которые не просто умеют готовить и вести домашнее хозяйство, но могут и создать уют в доме и сохранить «тепло домашнего очага».

## Униформа
Стандартной униформой была тёмно-синяя юбка, белая блузка и чёрный галстук с кожаной заколкой. Девушкам запрещалось носить высокие каблуки и шёлковые чулки. В холодное время года девушки носили шерстяные береты и коричневые куртки с двумя карманами с клапанами и нарукавными нашивками. Из украшений допускались кольца и наручные часы. По мнению Гитлера, форма одежды должна была служить целям воспитания молодёжи.

## Основные направления деятельности
Союз немецких девушек организовывал турпоходы, в которые девушки отправлялись с полными рюкзаками. На привалах разводили костры, готовили еду и пели песни. Пользовались успехом ночные наблюдения за полной луной с ночёвкой в стоге сена. Девушки готовили театральные постановки и кукольные представления, занимались народными танцами. Особое место занимали занятия спортом и групповые игры. Если у мальчиков акцент делался на силу и выносливость, то гимнастические упражнения для девушек были призваны формировать у них грацию, гармонию и чувство тела. Спортивные упражнения подбирались с учётом женской анатомии и будущей роли женщин. В зимнее время девушки занимались рукоделием и поделками.
Во время Второй мировой войны девушки из «BdM» работали в лазаретах, участвовали в противовоздушной обороне и трудились в сельском хозяйстве.
После окончания войны Союз немецких девушек как подразделение гитлерюгенда был запрещён и распущен согласно Закону № 2 Контрольного совета.